# L'Homme au luth
L'Homme au luth – ou autrefois Hidalgo jouant de la guitare – est un tableau du premier quart du XVIIe siècle attribué au peintre flamand Pierre Paul Rubens. De format vertical, cette huile sur toile est le portrait à mi-corps d'un homme vêtu de noir jouant du luth devant un fond sombre. L'œuvre est conservée au musée des Beaux-Arts et d'Archéologie de Troyes, à Troyes, dans l'Aube, en France. Don de la veuve de Joseph Audiffred en 1892, elle était alors considérée comme étant de Diego Vélasquez.